# Sarah Byam
Sarah Byam é uma autora de histórias em quadrinhos americanas. Foi indicada ao Eisner Award de "Melhor Escritora" em 1992 por seu trabalho na série Billi 99, desenhada por Tim Sale e publicada pela Dark Horse Comics.